# François Steyn
François Philippus Lodewyk Steyn (Aliwal North, 14 maggio 1987) è un rugbista a 15 sudafricano, utility back del Free State e bi-campione del mondo nel 2007 e nel 2019 con gli Springboks.

## Biografia
Debuttante in Currie Cup con Natal, esordì nel 2006 negli Springboks in un test match contro l'Irlanda con solo sei incontri di rugby provinciale all'attivo; l'anno successivo divenne professionista ed esordì nella franchise di Super Rugby degli Sharks.
Inserito nella rosa che prese parte alla Coppa del Mondo di rugby 2007 in Francia, scese in campo in tutti i sette incontri in cui il Sudafrica fu impiegato, e lasciò il suo segno anche nella finale, mandando tra i pali una punizione che fissò il risultato finale sul 15-6 per gli Springboks, a seguito del quale Steyn si laureò come più giovane campione del mondo nella storia del rugby.
Vincitore della Currie Cup nel 2008, dalla fine della stagione successiva milita nel Racing Métro 92 di Parigi, in Francia, per il quale ha sottoscritto un accordo biennale a 750.000 euro a stagione.
Vanta un invito nei Barbarians, per un incontro nel dicembre 2008 contro un XV dell'Australia.
Il 29 maggio 2012 firma un contratto con gli Sharks, che lo legherà per 3 anni alla franchigia sudafricana.
Il 23 giugno 2012 si sposa a Durban con Linca Meyer.

## Palmarès
- Coppe del mondo: 2
Sudafrica: 2007, 2019
- Currie Cup: 2
Natal Sharks: 2008, 2013
- Challenge Cup: 1
Montpellier: 2015-16